# Aquarius
Aquarius, o Aguadeiro, (símbolo , Unicode ♒) é uma constelação do Zodíaco. O genitivo, usado para formar nomes de estrelas, é Aquarii, e a abreviação oficial conforme a União Astronômica Internacional é Aqr.
Em países lusófonos, a grafia mais comum do nome é Aquário,  tendo dentre alguns motivos a influência cultural da astrologia.
As constelações vizinhas, conforme as fronteiras modernas, são o Peixes, o Pégaso, o Cavalo Menor, o Delfim, a Águia, o Capricórnio, o Peixe Austral, o Escultor e a Baleia.

## Mitologia

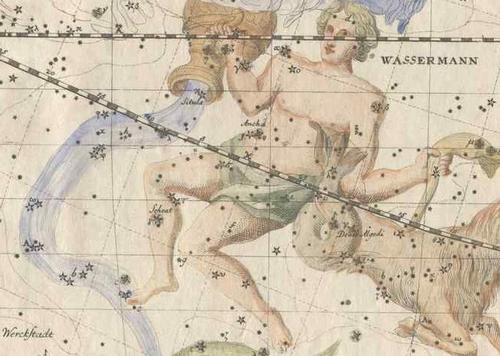
Representação mitológica de Aquário, ou o Aguadeiro

A região do céu em que o Aguadeiro se encontra é conhecida como o Mar ou As Grandes Águas, pela proximidade com outras constelações associadas a criaturas e entes aquáticos, como a Baleia e o Peixes.
Os antigos viam nessas estrelas a figura de um homem vertendo água de uma ânfora. É a constelação símbolo da Era da Aquário, à qual empresta seu nome. No mito grego, também é tida como representação do príncipe troiano Ganímedes. Os antigos astrólogos consideravam que duas estrelas desta constelação (Sadalmelik e Sadalsuud) estavam associadas à boa sorte. Tal associação provavelmente surgiu porque o Sol se encontrava nesta constelação durante a época das chuvas na antiga Mesopotâmia. A região celeste em torno de Aquário é a parte do céu relacionada à água. Muitas das constelações nesta região – incluindo Capricórnio, Peixe Austral, Baleia, Peixes, o próprio Aquário e, um pouco mais distante, Delfim e Eridano, estão associadas à água.

## Na astronomia oriental
Na astronomia chinesa, a corrente de água que flui do Jarro de Água foi descrita como sendo o "Exército de Yu-Lin" (Yu-lin-kiun ou Yulinjun). O nome "Yu-lin" significa "penas e florestas", em referência aos numerosos soldados furtivos do norte do império, representados por essas estrelas fracas. As estrelas da constelação eram as mais numerosas de todas as constelações chinesas, chegando a 45, a maioria das quais localizadas em Aquário, tal como definido hoje. O exército celeste era protegido pelo muro Leibizhen, que contava Iota, Lambda, Phi e Sigma Aquarii entre suas 12 estrelas. As Estrelas 88, 89 e 98 Aquarii representavam os Fou-youe, os machados usados como armas e para execuções de reféns. Também em Aquário está Loui-pi-tchin, as muralhas que se estendem de 29 e 27 Piscium e 33 e 30 Aquarii através de Phi, Lambda, Sigma e Iota Aquarii para Delta, Gamma, Kappa e Epsilon Capricorni. Perto da fronteira com a constelação da Baleia, o machado "Fuyue" era representado por três estrelas.

### Estrelas
Apesar de ocupar uma posição proeminente no zodíaco e ter grandes dimensões, Aquarius não possui estrelas particularmente brilhantes; de fato, suas quatro estrelas mais brilhantes chegam à magnitude 2.
Contudo, pesquisas recentes evidenciam que existem várias estrelas, dentro de seus limites, que possuem sistemas planetários.
As duas estrelas mais brilhantes, Alpha e Beta Aquarii, são supergigantes amarelas e muito luminosas, de tipo espectral G0lb e G2lb, respectivamente, que já foram astros branco-azulados da sequência principal, da Classe B, sendo entre 5 a 9 vezes maiores que o Sol. Os dois astros se movem de modo perpendicular em relação ao plano da Via Láctea. A estrela Sadalsuud (Beta Aquarii), tem magnitude aparente 2,91 e possui cerca de 50 vezes o diâmetro do Sol, sendo 2200 vezes mais brilhante que este. Tal estrela se encontra a cerca de 520 anos-luz de distância da Terra, sendo ainda 6,5 vezes mais massiva que o Sol e tendo 53 milhões de anos, idade considerada jovem em termos estelares.
A estrela Sadachbia (Gama Aquarii) faz parte da sequência principal e tem entre 158 e 315 milhões de anos de idade, sendo cerca de duas vezes e meia mais massiva que o Sol, possuindo ainda o dobro de seu raio. O nome Sadachbia vem do árabe para "estrelas da sorte das tendas", sa'd al-akhbiya.
A estrela δ Aquarii, também conhecida como Skat ou Scheat é um astro branco-azulado do tipo espectral A2, de magnitude 3.27.
ε Aquarii, também conhecida como Albali, é uma estrela azul-esbranquiçada de tipo espectral A1, com magnitude aparente de 3.77, e magnitude absoluta de 1.2, sendo cerca de 130 vezes mais luminosa que o Sol.
ζ Aquarii é uma estrela dupla do tipo espectral F2; ambos os astros são brancos. De modo geral, parece ter a magnitude 3.6. A estrela primária possui magnitude 4.53 e a secundária, uma magnitude de 4.31; contudo, ambas possuem magnitude absoluta de 0.6. Seu período orbital ascende a 760 anos..
θ Aquarii, muitas vezes chamada Ancha, é um astro de tipo espectral G8, com uma magnitude aparente de 4.16 e uma magnitude absoluta de 1.4, sendo 63,7 vezes mais luminosa que o Sol.
λ Aquarii, também chamada Hudoor ou Ekchusis, é uma estrela do tipo espectral M2, de magnitude 3.74 e luminosidade 120 vezes a do Sol.
ξ Aquarii, também chamada Bundi, é um astro de tipo espectral A7, com uma magnitude aparente de 4.69 e magnitude absoluta de 2.4.
π Aquarii, também chamada Seat, é uma estrela do tipo B, com uma magnitude aparente de 4.66 e uma magnitude absoluta de -4.1, sendo 1.180 vezes mais luminosa que o Sol.
Das quarenta estrelas mais próximas do Sistema Solar, duas estão localizadas em Aquário: Luyten 789-6 (a 11ª estrela mais próxima), a uma distância de 10,8 anos-luz, e BD – 15º 6290 (a 37ª estrela mais próxima), a uma distância de 15,8 anos-luz)

### Sistemas planetários
Doze sistemas de exoplanetas foram encontrados em Aquário a partir de 2013, o primeiro deles em torno de Gliese 876, uma das estrelas mais próximas da Terra, a uma distância de 17 anos-luz. Posteriormente, outros três planetas foram encontrados em torno da mesma estrela, incluindo um com 6,6 vezes a massa da Terra. Os planetas giram em torno de sua estrela em períodos que variam de 2 a 124 dias. A 91 Aquarii é uma estrela do tipo gigante vermelha, orbitada por um único planeta, o 91 Aquarii b. A massa do planeta é 2,9 vezes a massa de Júpiter, e seu período orbital é de 182 dias. Gliese 849 é uma estrela anã vermelha orbitada pelo primeiro planeta de longo período conhecido, como Júpiter, planeta este batizado como Gliese 849b. A massa do planeta é 0,99 vezes a de Júpiter e seu período orbital é de 1.852 dias.
Existem também sistemas menos proeminentes em Aquário. WASP-6, uma estrela do tipo G8, de magnitude 12.4, hospeda um exoplaneta, o WASP-6b. A estrela está a 307 parsecs da Terra e tem uma massa de 0.888 massas solares e um raio de 0.87 raios solares. O WASP-6 b foi descoberto em 2008 pelo método de trânsito. Ele orbita sua estrela-mãe a cada 3,36 dias, a uma distância de 0,042 unidades astronômicas (AU). São 0,503 massas de Júpiter, mas tem um raio proporcionalmente maior, de 1,224 raios de Júpiter. A HD 206610, uma estrela do tipo K0, localizada a 194 parsecs da Terra, hospeda um planeta, o HD 206610b. A estrela hospedeira é maior que o Sol; mais massiva em 1,56 massas solares e maior em 6,1 raios solares. O planeta foi descoberto pelo método de velocidade radial, em 2010, e tem uma massa de 2,2 massas de Júpiter. Ele orbita a cada 610 dias, a uma distância de 1,68 UA. Muito mais perto do seu sol está o WASP-47b, que orbita a cada 4.15 dias, a apenas 0.052 UA do seu sol, um anão amarelo (G9V), o WASP-47. O WASP-47 é de tamanho próximo ao Sol, com um raio de 1,15 raios solares e uma massa ainda mais próxima, com 1,08 massa solar. O WASP-47 b foi descoberto em 2011, pelo método de trânsito, como o WASP-6 b. É ligeiramente maior que Júpiter, com uma massa de 1,14 massas de Júpiter e um raio de 1,15 massas de Júpiter.
Existem outros sistemas de um único planeta em Aquário. A HD 210277, uma estrela amarela, de magnitude 6,63 e localizada a 21,29 parsecs da Terra, hospeda um planeta de nome HD 210277b. O planeta, de massa que ascende a 1,23 à de Júpiter, orbita quase à mesma distância que a Terra orbita o Sol: 1,1 UA, embora seu período orbital seja significativamente maior, em torno de 442 dias. O HD 210277 b foi descoberto mais cedo do que a maioria dos outros planetas em Aquário, detectado pelo método da velocidade radial, em 1998. A estrela que ele orbita se assemelha ao Sol, além de sua classe espectral similar; tem um raio de 1,1 raios solares e uma massa de 1,09 massas solares. HD 212771 b, um planeta maior, tem 2,3 massas de Júpiter, orbita a estrela hospedeira HD 212771, a uma distância de 1,22 UA. A estrela em si, pouco abaixo do limiar de visibilidade a olho nu com magnitude 7,6, é uma estrela G8IV (subgigante amarela) localizada a 131 parsecs da Terra. Embora tenha uma massa semelhante ao Sol - 1,15 massa solar - é significativamente menos densa, com seu raio equivalente a 5 vezes o do Sol. Seu planeta solitário foi descoberto em 2010, pelo método da velocidade radial, como vários outros exoplanetas na constelação.
Em 2013, havia apenas dois sistemas conhecidos de múltiplos planetas dentro dos limites de Aquarius: os sistemas Gliese 876 e HD 215152. O primeiro é bastante proeminente; o último tem apenas dois planetas e possui uma estrela hospedeira mais distante em 21,5 parsecs. O sistema HD 215152 é composto dos planetas HD 215152 b e HD 215152 c, orbitando seu sol, um astro tipo K0, magnitude 8,13. Ambos descobertos em 2011, pelo método da velocidade radial, os dois planetas minúsculos orbitam muito próximos de sua estrela hospedeira. HD 215152 c é o maior e tem 0.0097 massa de Júpiter (ainda significativamente maior que a Terra, que pesa 0.00315 massa de Júpiter); seu irmão menor é pouco menor, com 0,0087 da massa de Júpiter. O erro nas medições de massa (0,0032 e 0,0049 M J, respectivamente) é grande o suficiente para tornar esta discrepância estatisticamente significante. O HD 215152 c também orbita mais longe da estrela do que a HD 215152 b, 0,0852 UA em comparação com 0,0652 UA. 
Em 23 de fevereiro de 2017, a NASA anunciou que a estrela anã TRAPPIST-1, em Aquarius, possui sete planetas rochosos semelhantes à Terra. Destes, três estão na zona habitável do sistema e podem conter água líquida. A descoberta do sistema TRAPPIST-1 é vista pelos astrônomos como um passo significativo para encontrar vida além da Terra.

### Chuvas de meteoros
Normalmente, os meteoroides giram em torno do Sol em verdadeiros “enxames”; a Terra atravessa várias destas formações de meteoroides, ao longo do ano (e todos os anos, na mesma época, aproximadamente). No momento em que a Terra atravessa uma ou mais destas correntes específicas de meteoros, acontecem os fenômenos conhecidos como chuvas de estrelas cadentes. Toda chuva de meteoros parece se originar num ponto específico do céu, denominado radiante. Acredita-se que os meteoroides possuam uma dupla origem: os esporádicos seriam os meteoroides originados em asteroides e os relacionados especificamente às chuvas, teriam sua origem em fragmentos de cometas. Eventualmente, uma chuva, na mesma região do céu, pode ter origem antes mesmo que a anterior termine.
A constelação de Aquário é uma das mais prolíficas em termos de chuvas de meteoros: nada menos que cinco chuvas, em épocas específicas, estão associadas a esta constelação.
- Entre os dias 21 de abril e 21 de maio, ocorre a chamada chuva dos Aquarídeos. O dia de máxima atividade destes é em 4 de maio, quando chegam a uma média de 20 estrelas cadentes por hora. O cometa associado a esta chuva é justamente o Halley, o mais famoso de todos os cometas.[14][15]
- Entre 21 de julho e 15 de agosto, ocorre a chuva dos Aquarídeos Austrais. Sua máxima atividade ocorre em 29 de julho, com uma média de 20 meteoros por hora. O cometa associado é o Encke
- A chuva batizada como Aquarídeos Boreais ocorre entre 15 de julho e 18 de agosto (ou seja: esta chuva contém a chuva dos Aquarídeos Austrais). Como ocorre com os Aquarídeos Austrais, sua data de máxima atividade é 29 de julho. Nesta data, chegam a uma média horária de 10 meteoros por hora. Também no que se refere a esta chuva, o cometa associado é o Encke.[15]
- Entre 15 de julho e 25 de agosto, ocorre a segunda chuva dos Aquarídeos Austrais. Sua máxima atividade ocorre em 5 de agosto, chegando a uma média horária de 10 estrelas cadentes. Está associada ao cometa Brorsen-Metcalf, que completa uma órbita em torno do Sol em pouco mais de 69 anos.
- Também entre 15 de julho e 25 de agosto, também com máxima atividade em 5 de agosto. Sua média é de 10 estrelas cadentes por hora. Está associada ao cometa Kopff.[15]

## Informações adicionais
- A constelação de Aquário foi homenageada, tendo seu nome dado ao módulo lunar da nave Apollo 13, que seria o terceiro veículo espacial tripulado a pousar na Lua, em abril de 1970. Contudo, devido a uma explosão no interior da nave, a missão terminou abortada e o pouso não foi realizado.[16] Desta forma, a Apollo 13 foi a segunda nave espacial estadunidense a retornar à Terra sem haver concluído sua missão (a primeira fora a Gemini VIII, em 1966, cuja missão foi cumprida apenas parcialmente).[17][18]
- Na música "Ot Serdtsa K Nebu", a banda russa de heavy metal folclórico Arkona faz referência à constelação de Aquário, particularmente ao fato desta constelação não ter estrelas brilhantes. No trecho em questão, é dito: “Sinto-me fraco como a luz das estrelas de Aquário”.

## Tabela de estrelas
| DB   | DF  | Nomes e outras designações                                                                      | Mag.  | Anos-luz | Observações                                                                                   |
| ---- | --- | ----------------------------------------------------------------------------------------------- | ----- | -------- | --------------------------------------------------------------------------------------------- |
| β    | 22  | Beta Aquarii, Sadalsuud, Sadalsud, Sad es Saud, Sadalsund, Saad el Sund                         | 2.90  | 610      | - < سعد السعودLuck of sacd as-sucūd sacd as-sucūd Luck of lucks                               |
| α    | 34  | Alpha Aquarii, Sadalmelik, Sadal Melik, Sadalmelek, Sadlamulk, El Melik, Saad el Melik, Ruchbah | 2.95  | 760      | - < سعد الملك sacd al-malik/mulk Luck of the king/kinghood - Rucbah shared with δ Cassiopeiae |
| γ    | 48  | Gamma Aquarii, Sadachbia, Sadalachbia                                                           | 3.86  | 158      | - < سعد الأخبية sacd[u] al-axbiyah Luck of the tents (homes) [lit. hidings/shelters]          |
| δ    | 76  | Delta Aquarii, Skat, Scheat, Seat, Sheat                                                        | 3.27  | 160      | - < ? ši'at A wish ? - Seat shared with π Aquarii                                             |
| ζ¹,² | 55  | Zeta Aquarii                                                                                    | 3.65  | 105      | - binary star; component magnitudes 4.42, 4.59                                                |
| c²   | 88  | 88 Aquarii                                                                                      | 3.68  | 234      |                                                                                               |
| λ    | 73  | Lambda Aquarii, Hydor, Ekkhysis                                                                 | 3.73  | 392      | - < ‘υδωρ The water; εκχυσις The outpouring                                                   |
| ε    | 2   | Epsilon Aquarii, Albali, Al Bali                                                                | 3.78  | 230      | - < البالع albālic The swallower                                                              |
| b¹   | 98  | 98 Aquarii                                                                                      | 3.96  | 162      |                                                                                               |
| η    | 62  | Eta Aquarii                                                                                     | 4.04  | 184      |                                                                                               |
| τ²   | 71  | Tau2 Aquarii                                                                                    | 4.05  | 380      |                                                                                               |
| θ    | 43  | Theta Aquarii, Ancha                                                                            | 4.17  | 191      | - < OHG ancha "the haunch"                                                                    |
| φ    | 90  | Phi Aquarii                                                                                     | 4.22  | 222      |                                                                                               |
| ψ¹   | 91  | Psi1 Aquarii                                                                                    | 4.24  | 148      |                                                                                               |
| ι    | 33  | Iota Aquarii                                                                                    | 4.29  | 173      |                                                                                               |
| b²   | 99  | 99 Aquarii                                                                                      | 4.38  |          |                                                                                               |
| ψ²   | 93  | Psi2 Aquarii                                                                                    | 4.41  | 322      | - Be star                                                                                     |
| k    | 3   | 3 Aquarii                                                                                       | 4.43  |          |                                                                                               |
| c¹   | 86  | 86 Aquarii                                                                                      | 4.48  |          |                                                                                               |
| ω²   | 105 | Omega2 Aquarii                                                                                  | 4.49  | 154      |                                                                                               |
| ν    | 13  | Nu Aquarii, Albulaan                                                                            | 4.50  | 164      | - < ? al-bulacān The (two) swallowers - Albulaan shared with μ Aquarii.                       |
| π    | 52  | Pi Aquarii, Seat                                                                                | 4.66  | 1100     | - Seat shared with δ Aquarii - Gamma Cassiopeiae type estrela variável                        |
| ξ    | 23  | Xi Aquarii                                                                                      | 4.68  | 179      |                                                                                               |
| g    | 66  | 66 Aquarii                                                                                      | 4.68  |          |                                                                                               |
| b³   | 101 | 101 Aquarii                                                                                     | 4.70  |          |                                                                                               |
| c³   | 89  | 89 Aquarii                                                                                      | 4.71  |          |                                                                                               |
| μ    | 6   | Mu Aquarii, Albulaan                                                                            | 4.73  | 155      | - < ? al-bulacān The (two) swallowers - Albulaan shared with ν Aquarii.                       |
| ο    | 31  | Omicron Aquarii, Kae Uh                                                                         | 4.74  | 381      | - < 蓋屋 (Mandarin gàiwū) The roof - Gamma Cassiopeiae type estrela variável                  |
| σ    | 57  | Sigma Aquarii                                                                                   | 4.82  | 265      |                                                                                               |
| A²   | 104 | 104 Aquarii                                                                                     | 4.82  |          | - estrela dupla; component magnitudes 4.82, 8.58                                              |
| χ    | 92  | Chi Aquarii                                                                                     | 4.93  | 640      |                                                                                               |
| ω¹   | 102 | Omega1 Aquarii                                                                                  | 4.97  | 134      |                                                                                               |
| ψ³   | 95  | Psi3 Aquarii                                                                                    | 4.99  | 249      |                                                                                               |
| κ    | 63  | Kappa Aquarii, Situla                                                                           | 5.04  | 234      | - < "o jarro de água"                                                                         |
| d    | 25  | 25 Aquarii                                                                                      | 5.10  |          |                                                                                               |
|      | 47  | 47 Aquarii                                                                                      | 5.12  |          |                                                                                               |
|      | 1   | 1 Aquarii                                                                                       | 5.15  |          |                                                                                               |
| i³   | 108 | 108 Aquarii                                                                                     | 5.17  |          |                                                                                               |
|      | 97  | 97 Aquarii                                                                                      | 5.19  |          |                                                                                               |
|      | 94  | 94 Aquarii                                                                                      | 5.20  |          |                                                                                               |
| υ    | 59  | Upsilon Aquarii                                                                                 | 5.21  | 74.2     |                                                                                               |
| i¹   | 106 | 106 Aquarii                                                                                     | 5.24  |          |                                                                                               |
|      | 68  | 68 Aquarii                                                                                      | 5.24  |          |                                                                                               |
| i²   | 107 | 107 Aquarii                                                                                     | 5.28  |          |                                                                                               |
|      | 32  | 32 Aquarii                                                                                      | 5.29  |          |                                                                                               |
|      | 41  | 41 Aquarii                                                                                      | 5.33  |          |                                                                                               |
|      | 42  | 42 Aquarii                                                                                      | 5.34  |          |                                                                                               |
| ρ    | 46  | Rho Aquarii                                                                                     | 5.35  | 740      |                                                                                               |
| A¹   | 103 | 103 Aquarii                                                                                     | 5.36  |          |                                                                                               |
| e    | 38  | 38 Aquarii                                                                                      | 5.43  |          |                                                                                               |
| h    | 83  | 83 Aquarii                                                                                      | 5.44  |          |                                                                                               |
|      | 18  | 18 Aquarii                                                                                      | 5.48  |          |                                                                                               |
|      | 21  | 21 Aquarii                                                                                      | 5.48  |          |                                                                                               |
|      | 7   | 7 Aquarii                                                                                       | 5.49  |          |                                                                                               |
|      | 12  | 12 Aquarii                                                                                      | 5.53  |          | - estrela dupla; component magnitudes: 5.89, 7.31                                             |
|      | 49  | 49 Aquarii                                                                                      | 5.53  |          |                                                                                               |
|      | 77  | 77 Aquarii                                                                                      | 5.53  |          |                                                                                               |
|      | 5   | 5 Aquarii                                                                                       | 5.55  |          |                                                                                               |
| f    | 53  | 53 Aquarii                                                                                      | 5.55  |          | - estrela dupla; component magnitudes: 6.35, 6.57                                             |
|      | 30  | 30 Aquarii                                                                                      | 5.55  |          |                                                                                               |
|      | 96  | 96 Aquarii                                                                                      | 5.56  |          |                                                                                               |
|      | 26  | 26 Aquarii                                                                                      | 5.66  |          |                                                                                               |
| τ¹   | 69  | Tau1 Aquarii                                                                                    | 5.68  | 260      |                                                                                               |
|      | 19  | 19 Aquarii                                                                                      | 5.71  |          |                                                                                               |
|      | 44  | 44 Aquarii                                                                                      | 5.75  |          |                                                                                               |
| h    |     | h Aquarii                                                                                       | 5.76  |          |                                                                                               |
|      | 50  | 50 Aquarii                                                                                      | 5.76  |          |                                                                                               |
|      | 51  | 51 Aquarii                                                                                      | 5.79  |          |                                                                                               |
|      | 35  | 35 Aquarii                                                                                      | 5.80  |          |                                                                                               |
|      | 74  | 74 Aquarii                                                                                      | 5.80  |          |                                                                                               |
|      | 15  | 15 Aquarii                                                                                      | 5.83  |          |                                                                                               |
|      | 16  | 16 Aquarii                                                                                      | 5.87  |          |                                                                                               |
|      | 60  | 60 Aquarii                                                                                      | 5.88  |          |                                                                                               |
|      | 45  | 45 Aquarii                                                                                      | 5.96  |          |                                                                                               |
|      | 2   | 2 Aquarii                                                                                       | 5.99  |          |                                                                                               |
|      | 17  | 17 Aquarii                                                                                      | 5.99  |          |                                                                                               |
|      | 39  | 39 Aquarii                                                                                      | 6.04  |          |                                                                                               |
|      | 82  | 82 Aquarii                                                                                      | 6.18  |          |                                                                                               |
|      | 70  | 70 Aquarii                                                                                      | 6.19  |          |                                                                                               |
|      | 78  | 78 Aquarii                                                                                      | 6.20  |          |                                                                                               |
|      | 11  | 11 Aquarii                                                                                      | 6.21  |          |                                                                                               |
|      | 81  | 81 Aquarii                                                                                      | 6.23  |          |                                                                                               |
|      | 100 | 100 Aquarii                                                                                     | 6.24  |          |                                                                                               |
|      | 56  | 56 Aquarii                                                                                      | 6.36  |          |                                                                                               |
|      | 20  | 20 Aquarii                                                                                      | 6.38  |          |                                                                                               |
|      | 29  | 29 Aquarii                                                                                      | 6.39  |          |                                                                                               |
|      | 58  | 58 Aquarii                                                                                      | 6.39  |          |                                                                                               |
|      | 61  | 61 Aquarii                                                                                      | 6.40  |          |                                                                                               |
|      | 37  | 37 Aquarii                                                                                      | 6.64  |          |                                                                                               |
|      | 24  | 24 Aquarii                                                                                      | 6.66  |          |                                                                                               |
|      |     | EZ Aquarii                                                                                      | 12.66 | 11.26    | - flare star - nearby                                                                         |